# Serhiï Varlamov
Pour les articles homonymes, voir Varlamov.
Serhiï Volodimirovitch Varlamov - de l'ukrainien : Сергій Володимирович Варламов - ou Sergueï Vladimirovitch Varlamov - du russe : Сергей Владимирович Варламов, et en anglais : Sergei Varlamov - (né le 21 juillet 1978 à Kiev en République socialiste soviétique d'Ukraine) est un joueur professionnel de hockey sur glace ukrainien.

## Carrière de joueur
Il a joué 63 matchs dans la LNH, jouant avec les Flames de Calgary et des Blues de Saint-Louis. En 2008, il signe au Severstal Tcherepovets dans la Ligue continentale de hockey. Il remporte la Coupe continentale 2013 avec le Donbass Donetsk.

## Carrière internationale
Il représente l'Ukraine aux différentes compétitions internationales depuis 2000.

## Trophées et honneurs personnels

### Ligue de hockey de l'Ouest
- 1998 : gagnant du Trophée commémoratif des quatre Broncos.
- 1998 : gagnant du trophée Bob-Clarke.

### Ukraine
- 2011 : dans l'équipe d'étoiles.

## Statistiques
| Saison    | Équipe                   | Ligue         |    | Saison régulière | Saison régulière | Saison régulière | Saison régulière | Saison régulière |    | Séries éliminatoires | Séries éliminatoires | Séries éliminatoires | Séries éliminatoires | Séries éliminatoires |
| Saison    | Équipe                   | Ligue         | PJ | B                | A                | Pts              | Pun              | PJ               | B  | A                    | Pts                  | Pun                  |                      |                      |
| 1995-1996 | Broncos de Swift Current | LHOu          | 55 | 23               | 21               | 44               | 65               | --               | -- | --                   | --                   | --                   |                      |                      |
| 1996-1997 | Broncos de Swift Current | LHOu          | 72 | 46               | 39               | 85               | 94               | 10               | 3  | 8                    | 11                   | 10                   |                      |                      |
| 1996-1997 | Flames de Saint-Jean     | LAH           | 1  | 0                | 0                | 0                | 2                | --               | -- | --                   | --                   | --                   |                      |                      |
| 1997-1998 | Broncos de Swift Current | WHL           | 72 | 66               | 53               | 119              | 132              | 12               | 10 | 5                    | 15                   | 28                   |                      |                      |
| 1997-1998 | Flames de Calgary        | LNH           | 1  | 0                | 0                | 0                | 0                | --               | -- | --                   | --                   | --                   |                      |                      |
| 1997-1998 | Flames de Saint-Jean     | LAH           | -- | --               | --               | --               | --               | 3                | 0  | 0                    | 0                    | 0                    |                      |                      |
| 1998-1999 | Flames de Saint-Jean     | LAH           | 76 | 24               | 33               | 57               | 66               | 7                | 0  | 4                    | 4                    | 8                    |                      |                      |
| 1999-2000 | Flames de Saint-Jean     | LAH           | 68 | 20               | 21               | 41               | 88               | 3                | 0  | 0                    | 0                    | 24                   |                      |                      |
| 1999-2000 | Flames de Calgary        | LNH           | 7  | 3                | 0                | 3                | 0                | --               | -- | --                   | --                   | --                   |                      |                      |
| 2000-2001 | Flames de Saint-Jean     | LAH           | 55 | 21               | 30               | 51               | 56               | 19               | 15 | 8                    | 23                   | 10                   |                      |                      |
| 2001-2002 | Blues de Saint-Louis     | LNH           | 52 | 5                | 7                | 12               | 26               | 1                | 0  | 0                    | 0                    | 2                    |                      |                      |
| 2002-2003 | IceCats de Worcester     | LAH           | 72 | 23               | 38               | 61               | 79               | 3                | 2  | 0                    | 2                    | 0                    |                      |                      |
| 2002-2003 | Blues de Saint-Louis     | LNH           | 3  | 0                | 0                | 0                | 0                | --               | -- | --                   | --                   | --                   |                      |                      |
| 2003-2004 | Worcester IceCats        | LAH           | 43 | 7                | 16               | 23               | 18               | --               | -- | --                   | --                   | --                   |                      |                      |
| 2003-2004 | Moose du Manitoba        | LAH           | 12 | 4                | 2                | 6                | 10               | --               | -- | --                   | --                   | --                   |                      |                      |
| 2004-2005 | Ak Bars Kazan            | Superliga     | 2  | 0                | 0                | 0                | 2                | --               | -- | --                   | --                   | --                   |                      |                      |
| 2004-2005 | Sibir Novossibirsk       | Superliga     | 27 | 2                | 2                | 4                | 55               | --               | -- | --                   | --                   | --                   |                      |                      |
| 2005-2006 | Sibir Novossibirsk       | Superliga     | 43 | 8                | 8                | 16               | 52               | 4                | 0  | 2                    | 2                    | 6                    |                      |                      |
| 2006-2007 | Sibir Novossibirsk       | Superliga     | 48 | 13               | 11               | 24               | 70               | 7                | 1  | 0                    | 1                    | 6                    |                      |                      |
| 2007-2008 | Sibir Novossibirsk       | Superliga     | 55 | 19               | 12               | 31               | 54               |                  |    |                      |                      |                      |                      |                      |
| 2008-2009 | Severstal Tcherepovets   | KHL           | 20 | 0                | 3                | 3                | 8                |                  |    |                      |                      |                      |                      |                      |
| 2008-2009 | SKA Saint-Pétersbourg    | KHL           | 5  | 0                | 1                | 1                | 2                | 3                | 0  | 0                    | 0                    | 0                    |                      |                      |
| 2008-2009 | HK VMF Saint-Pétersbourg | Vyschaïa liga | 2  | 0                | 1                | 1                | 4                |                  |    |                      |                      |                      |                      |                      |
| 2009-2010 | HK Sokol Kiev            | Ekstraliga    | 22 | 5                | 19               | 24               | 42               |                  |    |                      |                      |                      |                      |                      |
| 2009-2010 | Dinamo Minsk             | KHL           | 23 | 7                | 3                | 10               | 4                |                  |    |                      |                      |                      |                      |                      |
| 2010-2011 | Dinamo Minsk             | KHL           | 37 | 8                | 9                | 17               | 12               |                  |    |                      |                      |                      |                      |                      |
| 2011-2012 | Donbass Donetsk          | VHL           | 53 | 19               | 21               | 40               | 24               | 10               | 4  | 4                    | 8                    | 16                   |                      |                      |
| 2012-2013 | Donbass Donetsk          | KHL           | 48 | 8                | 10               | 18               | 18               | -                | -  | -                    | -                    | -                    |                      |                      |
| 2013-2014 | Donbass Donetsk          | KHL           | 39 | 1                | 3                | 4                | 10               | 13               | 1  | 0                    | 1                    | 8                    |                      |                      |
| 2015-2016 | Donbass Donetsk          | Ukraine       | 28 | 17               | 32               | 49               | 12               | 7                | 2  | 2                    | 4                    | 4                    |                      |                      |